# Nationwide Arena
Die Nationwide Arena ist eine Multifunktionsarena in der US-amerikanischen Stadt Columbus im Bundesstaat Ohio.

## Geschichte
Die Halle wurde im Jahr 2000 eröffnet und ist seitdem die Heimat der Columbus Blue Jackets, einer Franchise aus der National Hockey League (NHL). Der Bau wurde teilweise auf dem Gelände des früheren Gefängnisses Ohio Penitentiary errichtet.
Weitere Sportmannschaften nutzten die Mehrzweckhalle. Das Lacrosse-Team der Columbus Landsharks (NLL) war von 2001 bis 2003 in der Arena ansässig. Von 2004 bis 2008 trugen die Columbus Destroyers aus der Arena Football League (AFL) ihre Heimspiele hier aus. 2006 wurde ein neues Eishockeyjuniorenteam, die Ohio Junior Blue Jackets, gegründet, das in der United States Hockey League (USHL) spielte und bis zur Auflösung 2008 ebenfalls in der Nationwide Arena spielte.
Der Bau ist nach dem Sponsoren Nationwide Mutual Insurance Company benannt, deren Sitz nicht weit von der Arena entfernt ist. Die Immobilienabteilung von Nationwide, Nationwide Realty Investors, finanzierte und entwickelte das Arenaprojekt – dies macht die Arena zu einer der wenigen rein privat finanzierten in den Vereinigten Staaten.
Die Arena bietet bei Eishockeyspielen 18.136 Zuschauern Platz, bei Football-Spielen sind es 17.171, 19.350 bei Basketballspielen und bis zu 20.000 bei Konzerten. Der Tod der 13-jährigen Brittanie Cecil, die den Verletzungen durch einen Eishockeypuck während eines Spiels der Blue Jackets gegen die Calgary Flames erlag, führte im Sommer 2002 zur Einführung von Nylonfangnetzen oberhalb der Plexiglas-Scheiben in allen Stadien der NHL, AHL und der ECHL.
Die Umgebung der Nationwide Arena, die Arena District genannt wird, beherbergt eine Vielzahl an Bars, Clubs und ein Kino. In unmittelbarer Nähe befinden sich außerdem der Lifestyle Communities Pavilion (Konzerthalle) und das Arena Grand Theatre.
Innerhalb der Nationwide Arena befindet sich eine weitere kleine Eisfläche, die Dispatch IceHaus (früher CoreComm IceHaus) genannt wird. Diese wird für das Training der Blue Jackets, Nachwuchstraining und öffentliches Eislaufen genutzt. Die zweite Eisfläche macht die Nationwide Arena zur einzigen NHL-Arena mit einer eigenen Trainingseisfläche.
2002 wurde in der Arena durch die WWE die Wrestling-Veranstaltung King of the Ring ausgetragen und 2004 Bad Blood. Am 25. Januar 2015 fand in der Arena das 60. National Hockey League All-Star Game statt.

## Galerie

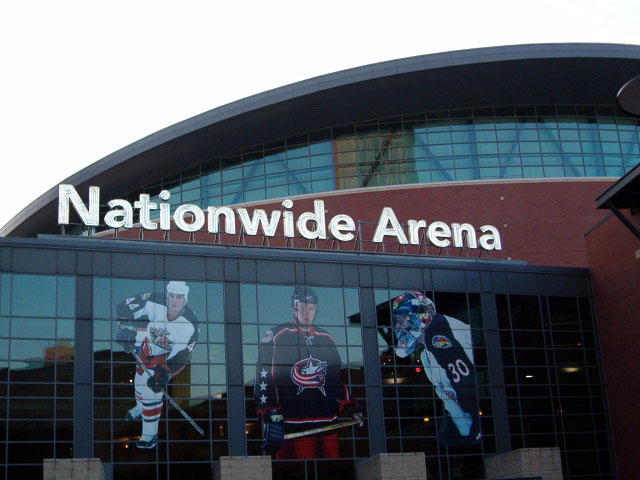
Haupteingang (2005)
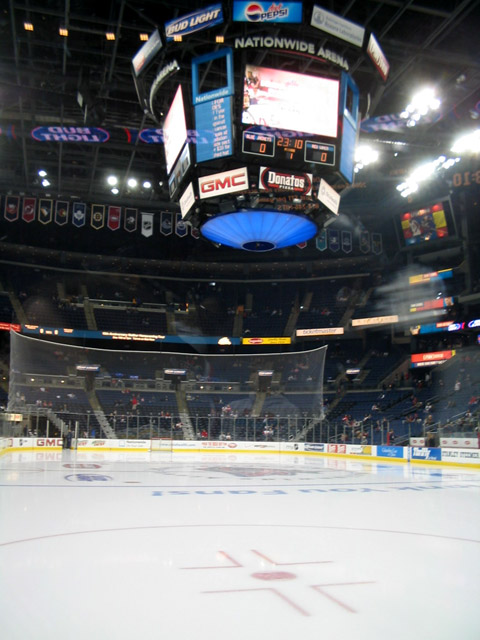
Die Eisfläche und der Videowürfel (Oktober 2005)
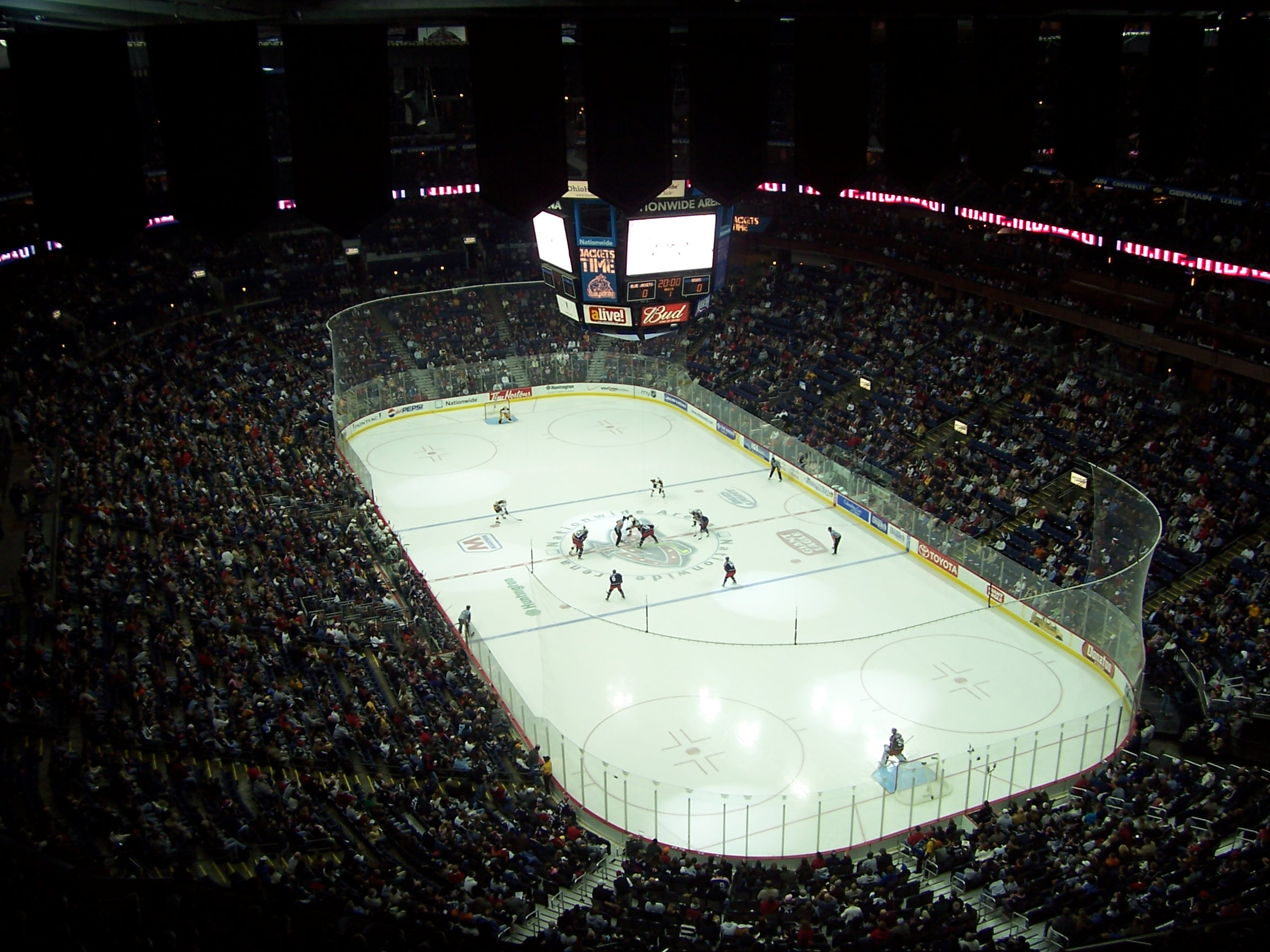
Die Nationwide Arena bei einem Spiel der Columbus Blue Jackets gegen die Boston Bruins
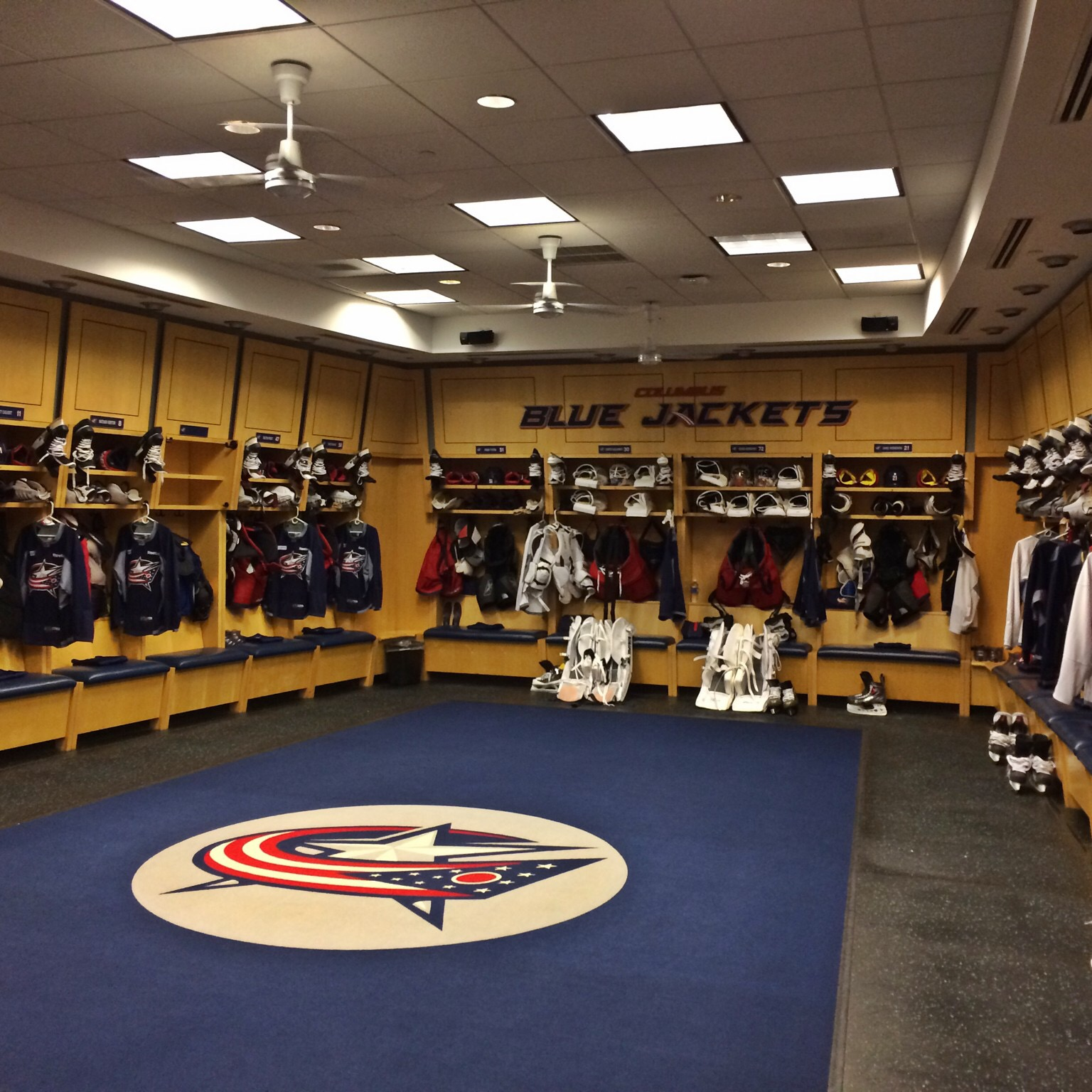
Die Umkleidekabine der Blue Jackets